# Солфанучо (Пезаро и Урбино)
Солфанучо је насеље у Италији у округу Пезаро и Урбино, региону Марке.
Према процени из 2011. у насељу је живело 506 становника. Насеље се налази на надморској висини од 165 м.